# La nave de los monstruos
La nave de los monstruos (Spanisch Das Schiff der Ungeheuer) ist eine mexikanische Science-Fiction-Filmkomödie mit Elementen des Horrorfilms und wurde 1959 in den staatlichen Estudios Churubusco-Azteca in Churubusco produziert. Er kam als The Ship of Monsters auch in den USA zur Aufführung, in Italien unter dem Titel La nave dei mostri.

## Handlung
Auf der Venus haben die Frauen die Macht ergriffen. Durch das Aussterben der Männer ist nun allerdings der Fortbestand der venusischen Rasse gefährdet.
Die Anführerin der Venusierinnen entsendet daher Beta und Gamma in einem Raumschiff auf eine galaktische Mission, um geeignete Männer für die Venus zu finden. Zur Unterstützung besitzen sie den Roboter Tor. Sie landen auf verschiedenen Planeten, finden dort allerdings nur nichthumanoide männliche Wesen vor, die auch nach venusischen Schönheitsidealen wie Ungeheuer aussehen. Von den Venusierinnen werden die vier Ungeheuer Uk, Utirr, Tegual und Zok entführt; Tegual ist ein Fürst des Mars.
Schließlich landet ihr Raumschiff in Mexiko. Dort stoßen Beta und Gamma auf den witzigen, aber auch sehr lügnerischen Vaquero Lauriano. Gamma und Lauriano verlieben sich, Beta wird zur Vampirin und die galaktischen Ungeheuer versuchen sich zu befreien.
Zum Schluss siegt die Liebe der beiden; Gamma bleibt auf der Erde. Tor hat sich in eine Jukebox verliebt und flieht mit ihr im Raumschiff in den Weltraum.

## Trivia
- Der Film ist eine Parodie auf den britischen Spielfilm Devil Girl from Mars. Für seinen 1960 produzierten Spielfilm Conquistador de la luna benutzte Regisseur González sogar Material der britischen Produktion.
- Für die Weltraumaufnahmen wurde u. a. Material des sowjetischen Dokumentarspielfilms Doroga k Zvezdam (1957, deutsche Fassung Der Weg zu den Sternen) verwandt.